# ReLoad
ReLoad è il settimo album in studio del gruppo musicale statunitense Metallica, pubblicato il 18 novembre 1997 dalla Elektra Records.

## Descrizione
Inizialmente la band aveva intenzione di pubblicare Load e ReLoad in un unico doppio album, ma successivamente insieme al produttore Bob Rock rinunciarono.
Oltre alla grafica del titolo, ReLoad condivide con Load anche copertina e sonorità: entrambi hanno infatti per copertine opere del fotografo Andres Serrano e contengono brani a metà tra hard rock e blues. I brani di maggior successo del disco sono Better Than You (vincitore di un Grammy Award alla miglior interpretazione metal nel 1999) e il terzo singolo Fuel. In The Memory Remains partecipò anche Marianne Faithfull.
L'opera di copertina, dal titolo Piss and Blood, fu creata da Andres Serrano nel 1990, mischiando urina con sangue bovino tra due fogli di plexiglas. Al pari di Load, ReLoad ha un booklet con foto della band ed una selezione di testi per ogni canzone.

## Tracce
Testi e musiche di James Hetfield e Lars Ulrich, eccetto dove indicato.
1. Fuel – 4:29 (James Hetfield, Lars Ulrich, Kirk Hammett)
2. The Memory Remains – 4:39
3. Devil's Dance – 5:18
4. The Unforgiven II – 6:36 (James Hetfield, Lars Ulrich, Kirk Hammett)
5. Better Than You – 5:21
6. Slither – 5:13 (James Hetfield, Lars Ulrich, Kirk Hammett)
7. Carpe Diem Baby – 6:12 (James Hetfield, Lars Ulrich, Kirk Hammett)
8. Bad Seed – 4:05 (James Hetfield, Lars Ulrich, Kirk Hammett)
9. Where the Wild Things Are – 6:52 (James Hetfield, Lars Ulrich, Jason Newsted)
10. Prince Charming – 6:05
11. Low Man's Lyric – 7:36
12. Attitude – 5:16
13. Fixxxer – 8:14 (James Hetfield, Lars Ulrich, Kirk Hammett)

## Formazione
Gruppo
- James Hetfield – chitarra, voce
- Lars Ulrich – batteria
- Kirk Hammett – chitarra
- Jason Newsted – basso

Altri musicisti
- Jim McGillveray – percussioni aggiuntive
- Marianne Faithfull – voce aggiuntiva (traccia 2)
- David Miles – ghironda (traccia 11)
- Bernardo Bigalli – violino (traccia 11)

Produzione
- Bob Rock – produzione
- James Hetfield – produzione
- Lars Ulrich – produzione
- Randy Staub – registrazione, missaggio
- Brian Dobbs – ingegneria del suono aggiuntiva
- Kent Matcke – assistenza tecnica
- Darren Grahn – assistenza tecnica, montaggio digitale
- Gary Winger – assistenza tecnica
- Bernardo Bigalli – assistenza tecnica
- Mike Gillies – montaggio digitale
- Paul DeCarli – montaggio digitale
- Mike Fraser – missaggio
- George Marino – mastering

## Classifiche

### Classifiche settimanali
| Classifica (1997-2021) | Posizione massima |
| ---------------------- | ----------------- |
| Australia              | 2                 |
| Austria                | 1                 |
| Belgio (Fiandre)       | 4                 |
| Belgio (Vallonia)      | 14                |
| Canada                 | 2                 |
| Finlandia              | 1                 |
| Francia                | 3                 |
| Germania               | 1                 |
| Italia                 | 6                 |
| Norvegia               | 1                 |
| Nuova Zelanda          | 1                 |
| Paesi Bassi            | 3                 |
| Polonia                | 11                |
| Regno Unito            | 4                 |
| Spagna                 | 5                 |
| Stati Uniti            | 1                 |
| Svezia                 | 1                 |
| Svizzera               | 3                 |

### Classifiche di fine anno
| Classifica (2021) | Posizione |
| ----------------- | --------- |
| Polonia           | 48        |